# 올림픽복권
올림픽복권(The Olympic Lottery)은 대한민국의 주택은행에서 1988년 서울 올림픽 개최를 성공한 뒤, 1983년부터 1988년 12월까지 매주 1회 발행했던 추첨식 복권이다. 1989년 폐지 이후에 주택복권으로 대체되었다.

## 추첨 방송
매주 일요일 낮 시간대를 방송됐던 KBS 1TV을 통해 시청하였다.

## 같이 보기
- 주택복권